# Monte Aigoual
Monte Aigoual (em língua occitana: Augal) é o ponto mais alto do departamento de Gard, em França. É parte do Maciço Central, e está localizado dentro do Parque Nacional de Cévennes. A sua altitude no topo é de 1567 m e a proeminência é 730 m. 
Este monte de granito e xisto é charneira de uma importante bacia hidrográfica do Maciço Central, e é localizado onde nuvens de frio do Atlântico convergem com ar quente das correntes do Mar Mediterrâneo. As chuvas fortes deram o seu nome: originalmente "Aiqualis" ("o aquosa um"). Numa precipitação média anual pode medir até 2250 mm, tornando-o num lugar húmido em França. Faz parte da bacia do Mediterrâneo e entre o Atlântico. 
O observatório meteorológico, construída em 1887 pela autoridade hídrica francesa e pela Comissão de Florestas, está actualmente ocupada pelo serviço meteorológico francês (Météo-France). É a última remanescente estação meteorológica na França, que ainda é habitada pelos meteorologistas. Uma exposição sobre a meteorologia está aberta aos visitantes durante os meses de Verão. 

Severas condições climáticas são, por vezes gravadas: 
- Temperatura máxima: 29,9 ° C, em 2019; [1]
- Temperatura mínima: -28 ° C, em 1956;
- Velocidade máxima do vento: 335 km/h em 6 de Novembro de 1966;
- Máximo de chuva em 24 horas: 607 mm das 18h, realizado no dia 30, às 18h, em 31 de Outubro de 1963;
- Máximo de neve durante um ano: 10,24 metros;
- Dias congelados: 144;
- Dias de alta temperatura (> 25 ° C): 0;
- Dias de chuva: 170;
- Dias com alto vento (> 16 m / s): 265;
- Dias de nevoeiro: 241;
- Dias com neve: 116.

Quando o céu está limpo, é possível ver o mar Mediterrâneo, os Pirenéus, e também os Alpes e o Monte Branco em particular.